# Ornain
De Ornain is een zijrivier van de Saulx in de regio Grand Est in Frankrijk. Hij ontstaat bij de samenvloeiing van twee bronrivieren, de Ognon en de Maldite, bij Gondrecourt-le-Château in het departement Marne. Hij mondt uit in de Saulx te Étrepy, in het departement Meuse.
De belangrijkste zijrivieren zijn de Barboure te Naix-aux-Forges, de Noitel te Givrauval, de Salmagne te Guerpont en de Naveton te Bar-le-Duc.